# Abbász el-Faszi
Abbász el-Faszi (عباس الفاسي) (Berkane, 1940. szeptember 18. –) marokkói politikus, Marokkó miniszterelnöke 2007. szeptember 19. és 2011. november 29. között. A Függetlenségi Párt tagja; a független Drisz Zsettut követte a kormányfői poszton.

## Pályafutása
El-Faszi Berkane városában született 1940. september 18-án. 1977-től 1981-ig lakásügyi miniszter volt, 1981-től 1985-ig a kézművesség és szociális ügyek minisztere, 1985-től 1990-ig Marokkó nagykövete Tunéziában és az Arab Ligában, 1990-től 1994-ig nagykövet Franciaországban, 2000-től 2002-ig pedig munka-, professzionális képzés-, társadalmi fejlődés- és szolidaritásügyi miniszter. A Zsettu-kormány idején, 2002-től 2007-ig államtitkári pozíciót töltött be. 2002 to 2007. VI. Mohamed király 2007. szeptember 19-én nevezte ki kormányfőnek, miután szeptember 7-én Faszi pártja, a Függetlenségi Párt megnyerte a 2007-es marokkói parlamenti választást.
Kormányát október 15-én nevezte ki a király; a kormány 33 főből állt (el-Faszit nem számítva); ebből heten nők voltak. A kormányban öt párt kapott helyet: a Függetlenségi Párt mellett a liberális Mouvement Populaire (MP), a Populáris Erők Szocialista Uniója (USFP), a Függetlenek Nemzeti Szövetsége (RNI) és a Haladás és Szocializmus Pártja (PPS).
Abbász el-Faszi volt a marokkói nagykövet Franciaországban, amikor megjelent Gilles Perrault Notre ami, le roi („Barátunk, a király”) című politikai pamfletje a Marokkóban elkövetett emberi jogi visszaélésekről. A könyv megjelenése a marokkói–francia kapcsolatok megromlását okozta.

## Fordítás
- Ez a szócikk részben vagy egészben  az   Abbas el-Fassi című angol Wikipédia-szócikk ezen változatának fordításán alapul.  Az eredeti cikk szerkesztőit annak laptörténete sorolja fel. Ez a jelzés csupán a megfogalmazás eredetét és a szerzői jogokat jelzi, nem szolgál a cikkben szereplő információk forrásmegjelöléseként.